# تدرجات عرضية في تنوع الأنواع

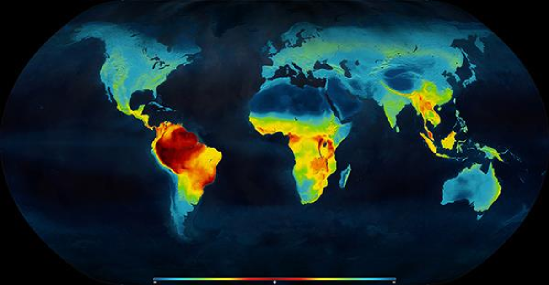
خريطة التدرج العرضي لثراء الأنواع الفقارية الأرضية الحية (مانون 2014)

التدرج العرضي في تنوع الأنواع هو مصطلح زيادة ثراء الأنواع، أو التنوع الحيوي، من القطبين إلى المناطق الاستوائية بالنسبة لمجموعة واسعة من الكائنات الحية الأرضية والبحرية. ويُعد أحد أكثر الأنماط المعترف بها في علم البيئة. وقد رصد بدرجات متفاوتة في ماضي الأرض.
كما يوجد تدرج الارتفاع (تدرج التنوع الحيوي الارتفاعي)، رغم أنه أقل دراسة.
وصف تفسير التدرج العرضي للأنواع بأنه أحد التحديات المعاصرة الكبرى في الجغرافيا الحيوية وعلم البيئة الكلية (ويليج وآخرون 2003، بيم وبراون 2004، كارديلو وآخرون 2005).
وكان سؤال "ما الذي يحدد أنماط تنوع الأنواع؟" من بين 25 موضوعًا بحثيًا رئيسيًا للمستقبل نشر في العدد 125 من مجلة العلوم (يوليو 2005). لا يوجد إجماع بين علماء البيئة حول الأسباب وراء هذا النمط، وقد اقترحت العديد من الفرضيات.
وأشارت مراجعة حديثة إلى أنه من بين العديد من الألغاز المرتبطة بالتدرج العرضي للأنواع، لم تثبت بعد العلاقة بين معدلات التطور الجزيئي وتكوين الأنواع.
يعد فهم التوزيع العالمي للتنوع البيولوجي أحد الأهداف الهامة بالنسبة لعلماء البيئة والجغرافيا الحيوية. وإلى جانب الأهداف العلمية البحتة، فإن هذا الفهم ضروري للقضايا التطبيقية ذات الأهمية الكبرى للبشرية، مثل انتشار الأنواع المجتاحة، ومكافحة العدوى وناقلاتها، وآثار تغير المناخ المحتملة على التنوع الحيوي (جاستون 2000).
تلعب المناطق الاستوائية دورًا بارزًا في فهم توزيع التنوع الحيوي، حيث أن معدلات تدمير المواطن، وفقدان التنوع الحيوي فيها مرتفعة بشكل استثنائي.

## الأنماط في الماضي
يظهر التدرج العرضي في الأنواع نمطًا ملحوظًا بين الكائنات الحية الحديثة التي خضعت لدراسات وصفية وكمية. شملت هذه الدراسات مرتبات تصنيفية مختلفة، وفترات زمنية متعددة ومناطق جغرافية واسعة (Crame 2001).
وقد لوحظ هذا التدرج بدرجات متفاوتة عبر تاريخ الأرض، ويرجع ذلك إلى الاختلافات المناخية خلال مراحل مختلفة من تاريخ الأرض الجيولوجي. وتشير بعض الدراسات إلى أن التدرج كان قويًا خاصةً بين الكائنات البحرية، في حين تشير دراسات أخرى للكائنات الأرضية إلى أنه كان له تأثير ضئيل على توزيع الحيوانات.

## فرضيات النمط
رغم أن العديد من الفرضيات التي تفسر التدرج العرضي للأنواع متشابهة وتعتمد على بعضها البعض، إلا أنه يمكن تقسيم معظم الفرضيات الرئيسية إلى ثلاث فرضيات عامة.

### الفرضيات المكانية/المساحية:-
- تأثير المجال المتوسط

- فرضية المنطقة الجغرافية

- فرضية الأنواع والطاقة

- فرضية قسوة المناخ

- فرضية استقرار المناخ

### الفرضيات التاريخية/التطورية:-
- فرضية الاضطراب التاريخي

- فرضية السرعة التطورية

- فرضية الزمن التطوري الفعال

- فرضية السرعة التطورية المتكاملة

## الاستنتاجات
هناك العديد من الفرضيات الأخرى للتدرج العرضي للأنواع، ولكن الفرضيات المذكورة أعلاه تعتبر الفرضيات الرئيسية التي تستخدم حتى اليوم.
العديد من هذه الفرضيات متشابهة ومعتمدة على بعضها البعض. مثلًا، تعتمد الفرضيات التطورية على الخصائص المناخية التاريخية للمناطق الاستوائية.

### الخاتمة
السؤال الجوهري في علم البيئة الكلي الذي يعتمد عليه التدرج العرضي للأنواع هو "ما الذي يسبب أنماط ثراء الأنواع؟". يعتمد ثراء الأنواع على العوامل المباشرة المؤثرة على عمليات التنوع الحيوي، والانقراض، والهجرة الوافدة، والهجرة المغادرة.
بينما يستمر بعض علماء البيئة في البحث عن الأسباب الأساسية التي تسبب التدرج العرضي للأنواع، يقترح العديد من علماء البيئة بدلاً من ذلك أن هذا النمط البيئي ينشأ من خلال العديد من الأسباب المساهمة (جاستون وبلاكبيرن 2000، ويليج وآخرون 2003، راهبيك وآخرون 2007).
حاليًا، سيستمر الجدل حول سبب التدرج العرضي للأنواع حتى تقدم دراسة رائدة أدلة قاطعة، أو يكون هنالك إجماع عام بأن عوامل متعددة تساهم في هذا النمط.